# Laurent Blanc
Laurent Robert Blanc (* 19. listopadu 1965, Alès, Francie) je bývalý francouzský fotbalový obránce a reprezentant a později trenér. Od roku 2020 je hlavním trenérem katarského týmu Al-Rayyan.
Mimo Francie hrál na klubové úrovni v Itálii, Španělsku a Anglii.

## Klubová kariéra
Svou aktivní kariéru ukončil v roce 2003 po vítězství v anglické lize s Manchesterem United. Před tím působil v několika předních evropských klubech, především v FC Barcelona a milánském Interu. V soutěžních utkáních vstřelil z postu obránce 129 branek, když za každý klub vsítil alespoň jeden gól.

## Reprezentační kariéra
V reprezentačním dresu nastoupil celkem v 97 mezistátních zápasech, v nichž vstřelil šestnáct gólů. Nejdůležitější z nich do sítě Paraguaye v prodloužení osmifinále MS 1998 ve Francii. Jako kapitán nakonec dovedl Francii až do vítězného finále, ve kterém však chyběl kvůli červené kartě ze semifinále proti Chorvatsku, kdy Slaven Bilić po strkanici s ním simuloval zranění.[zdroj?]
S francouzským národním týmem vyhrál EURO 2000 v Nizozemsku a Belgii.

## Trenérská kariéra
Dne 8. června 2007 byl Blanc jmenován trenérem FC Girondins de Bordeaux a hned ve své první sezoně skončil jeho tým druhý za suverénním Olympiquem Lyon. Blanc byl vyhlášen trenérem roku. V následujícím roce už slavil s Bordeaux francouzský titul, který jeho svěřenci vybojovali především v závěru sezony, kdy sérií jedenácti výher v řadě vytvořili nový rekord ligy a nakonec předstihli druhý Olympique de Marseille o tři body.
Dne 26. června 2010 byl po nevydařeném mistrovství světa v roce 2010 jmenován nástupcem Raymonda Domenecha ve funkci hlavního trenéra francouzské fotbalové reprezentace, kterou vedl až do roku 2012.
V červnu 2013 se stal novým trenérem Paris Saint-Germain po Carlo Ancelottim, který odešel do Realu Madrid. Jeho prvním soutěžním utkáním v PSG bylo Trophée des champions 2013, v němž dovedl své mužstvo k výhře 2:1 nad FC Girondins de Bordeaux, svým bývalým klubem. V sezoně 2013/14 dovedl PSG k triumfu v Coupe de la Ligue (tj. francouzský ligový pohár), finále proti Olympique Lyon skončilo poměrem 2:1. V únoru 2016 s klubem prodloužil smlouvu do roku 2018. 27. června 2016 bylo ovšem oznámeno, že Laurent Blanc v klubu končí. Během tří let, kdy působil jako hlavní trenér, vyhrál s klubem jedenáct trofejí, z toho dvakrát získal francouzský quadruple.

## Úspěchy

### Klubové
- Montpellier HSC
  - 1× vítěz francouzského poháru (1989/90)
- AJ Auxerre
  - 1× vítěz francouzské ligy (1995/96)
  - 1× vítěz francouzského poháru (1995/96)
- FC Barcelona
  - 1× vítěz Supercopa de España (1996)
  - 1× vítěz Poháru vítězů pohárů (1996/97)
- Manchester United
  - 1× vítěz anglické ligy (2002/03)

### Reprezentační
- 1× zlato z ME do 21 let (1988)
- 1× zlato z MS (1998)
- 1× zlato z ME (2000)

### Trenérské
- Girondins Bordeaux
  - 1× vítěz francouzské ligy (2008/09)
  - 2× vítěz Trophée des champions (2008, 2009)
  - 1× vítěz francouzského ligového poháru (2009)
- Paris Saint-Germain
  - 3× vítěz francouzské ligy (2013/14, 2014/15, 2015/16)
  - 3× vítěz Trophée des champions (2013, 2014, 2015)
  - 3× vítěz francouzského ligového poháru (2013/14, 2014/15, 2015/16)
  - 2× vítěz Coupe de France (2014/15, 2015/16)